# Bölcsődal (Schubert)
A Bölcsődalt Franz Schubert 1816-ban írta énekhangra és zongorára. Szövegének szerzője ismeretlen, bár néha Matthias Claudius(en)nak tulajdonítják.

## Kotta és dallam
A dal szövege németül:
| Schlafe, schlafe, holder süßer Knabe, Leise wiegt dich deiner Mutter Hand; Sanfte Ruhe, milde Labe Bringt dir schwebend dieses Wiegenband. | Schlafe, schlafe in dem süßen Grabe, Noch beschützt dich deiner Mutter Arm, Alle Wünsche, alle Habe Faßt sie lieben, alle liebwarm. | Schlafe, schlafe in der Flaumen Schoße, Noch umtönt dich lauter Liebeston, Eine Lilie, eine Rose, Nach dem Schlafe werd' sie dir zum Lohn. |

## Felvételek
- Franz Schubert:  Bölcsődal.mpg. Erdős Melinda, kísér: Fekete Valéria  Youtube (2012. február 7.)  (Hozzáférés: 2016. november 10.) (videó)
- Franz Schubert:  "Wiegenlied", D. 498, op. 98 No. 2. Gundula Janowitz, kísér: Irwin Gage  YouTube (1970)  (Hozzáférés: 2016. november 10.) (audió)
- Franz Schubert:  Wiegenlied, Op 98, No 2, D 498. Dame Janet Baker, zongora: Gerald Moore  YouTube (2010. február 6.)  (Hozzáférés: 2016. november 10.) (audió)
- Franz Schubert:  Wiegenlied. Fritz Wunderlich, Kurt Graunke Szimfonikus Zenekar, vezényel Hans Carste  YouTube (2012. február 13.)  (Hozzáférés: 2016. november 10.) (audió)
- Franz Schubert:  Schubert Wiegenlied. YouTube (2009. augusztus 25.)  (Hozzáférés: 2016. november 10.) (audió, fényképek) kamarazenekar